# Rhombodera
Rhombodera är ett släkte av bönsyrsor. Rhombodera ingår i familjen Mantidae.

## Bildgalleri

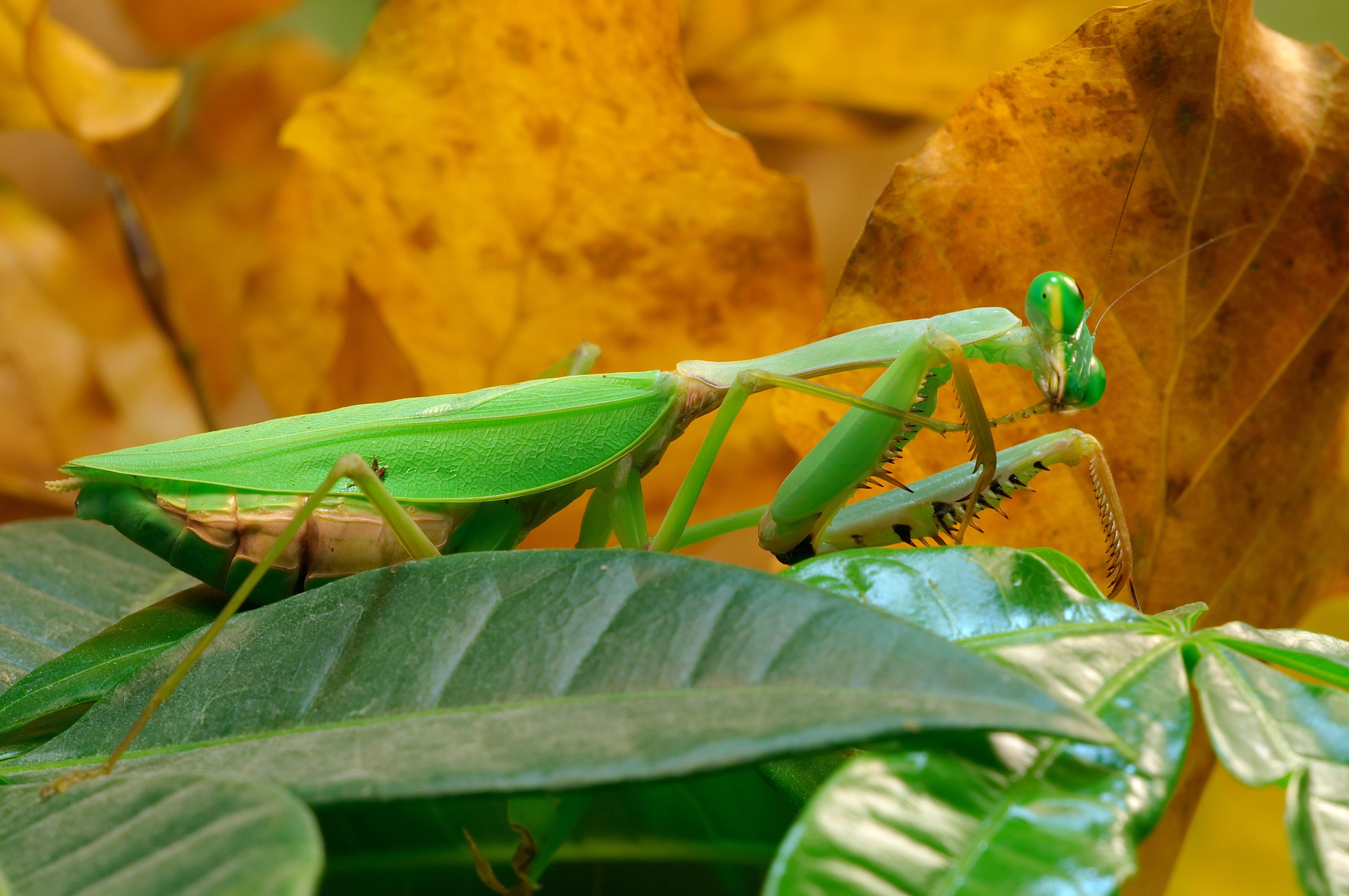

## Dottertaxa tillRhombodera, i alfabetisk ordning[1]
- Rhombodera atricoxis
- Rhombodera basalis
- Rhombodera boschmai
- Rhombodera brachynota
- Rhombodera butleri
- Rhombodera crassa
- Rhombodera doriana
- Rhombodera extensicollis
- Rhombodera extraordinaria
- Rhombodera fratricida
- Rhombodera fusca
- Rhombodera gabonica
- Rhombodera handschini
- Rhombodera italii
- Rhombodera javana
- Rhombodera javanica
- Rhombodera keiana
- Rhombodera kirbyi
- Rhombodera laticollis
- Rhombodera latipronotum
- Rhombodera lingulata
- Rhombodera megaera
- Rhombodera mjobergi
- Rhombodera ornatipes
- Rhombodera palawanensis
- Rhombodera papuana
- Rhombodera parmata
- Rhombodera rennellana
- Rhombodera rollei
- Rhombodera sjostedti
- Rhombodera stali
- Rhombodera taprobanae
- Rhombodera tectiformis
- Rhombodera thorectes
- Rhombodera titania
- Rhombodera valida
- Rhombodera woodmasoni